# Andreas Bielau
Andreas Bielau (ur. 27 sierpnia 1958) – wschodnioniemiecki piłkarz, a po zakończeniu kariery trener.
W reprezentacji Niemieckiej Republiki Demokratycznej zadebiutował 19 kwietnia 1981 w spotkaniu z Włochami (0-0). Łącznie do 1985 w rozegrał niej 9 meczów. 